# مايبارا (شيغا)
مدينة مايبارا (بالإنجليزية: Maibara)‏ هي أحد المدن التابعة لمحافظة شيغا. تأسست رسميًا في 14/02/2005. ويقدر عدد سكانها بـ 40757 نسمة حسب تقدير مكتب الإحصاء الياباني لعام 2012. تبلغ مساحة مايبارا 250.46 كم2. بكثافة سكانية تبلغ 163 نسمة/كم2.

## أعلام
- هيرو ياماغاتا
- كين